# Acrosterigma dianthinum
Acrosterigma dianthinum is een tweekleppigensoort uit de familie van de Cardiidae. De wetenschappelijke naam van de soort is voor het eerst geldig gepubliceerd in 1899 door Melvill & Standen.